# لودفيج ميليوس-إريكسن

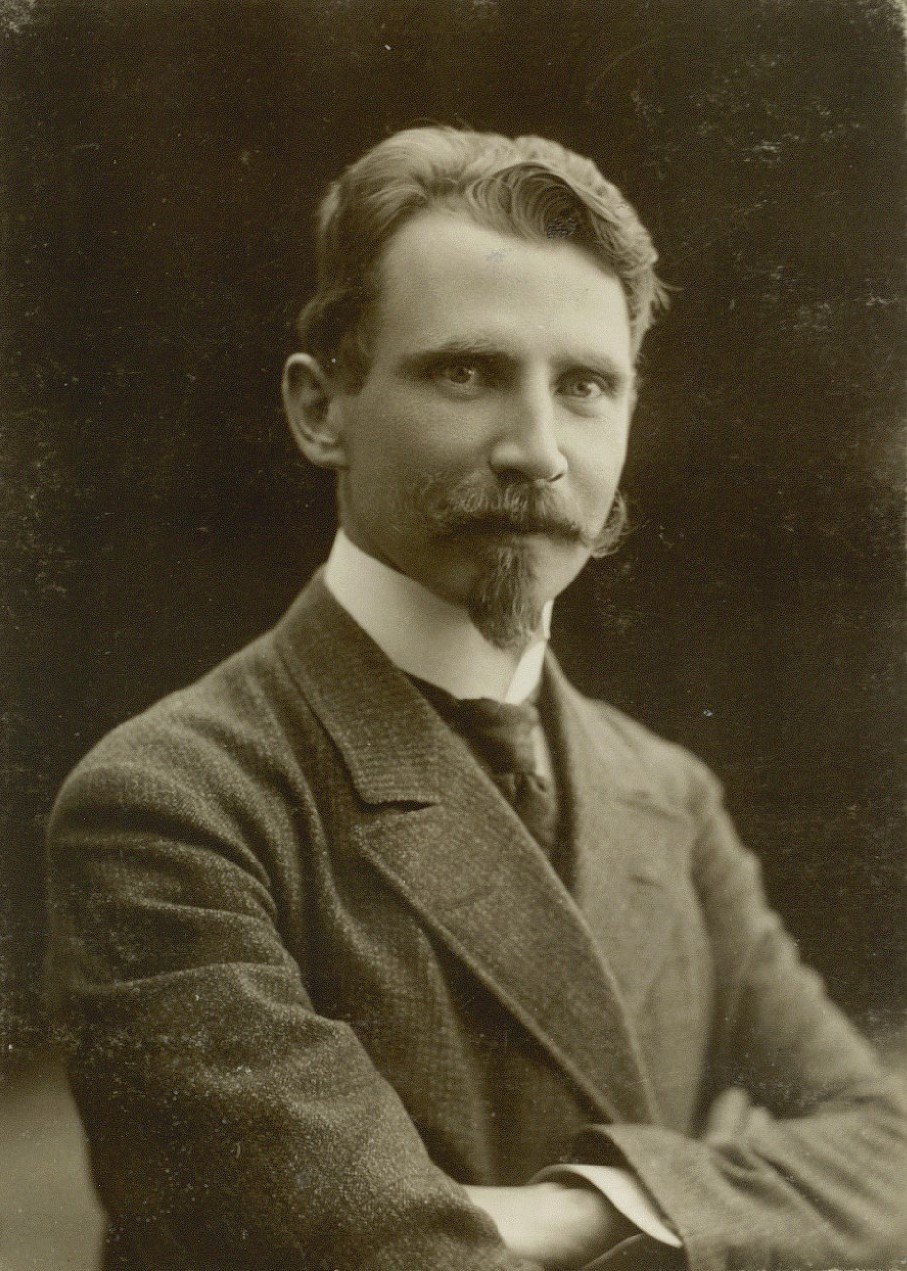
لودفيج ميليوس-إريكسن

لودفيج ميليوس-إريكسن (بالدنماركية: Ludvig Mylius-Erichsen)‏ (15 يناير 1872 - 25 نوفمبر 1907) مؤلف وعالم أجناس ومستكشف دنماركي، اشتهر باستكشافاته البارزة في جرينلاند.

## روابط خارجية
- لودفيج ميليوس-إريكسن على موقع الموسوعة البريطانية (الإنجليزية)